# Dekonstruktion

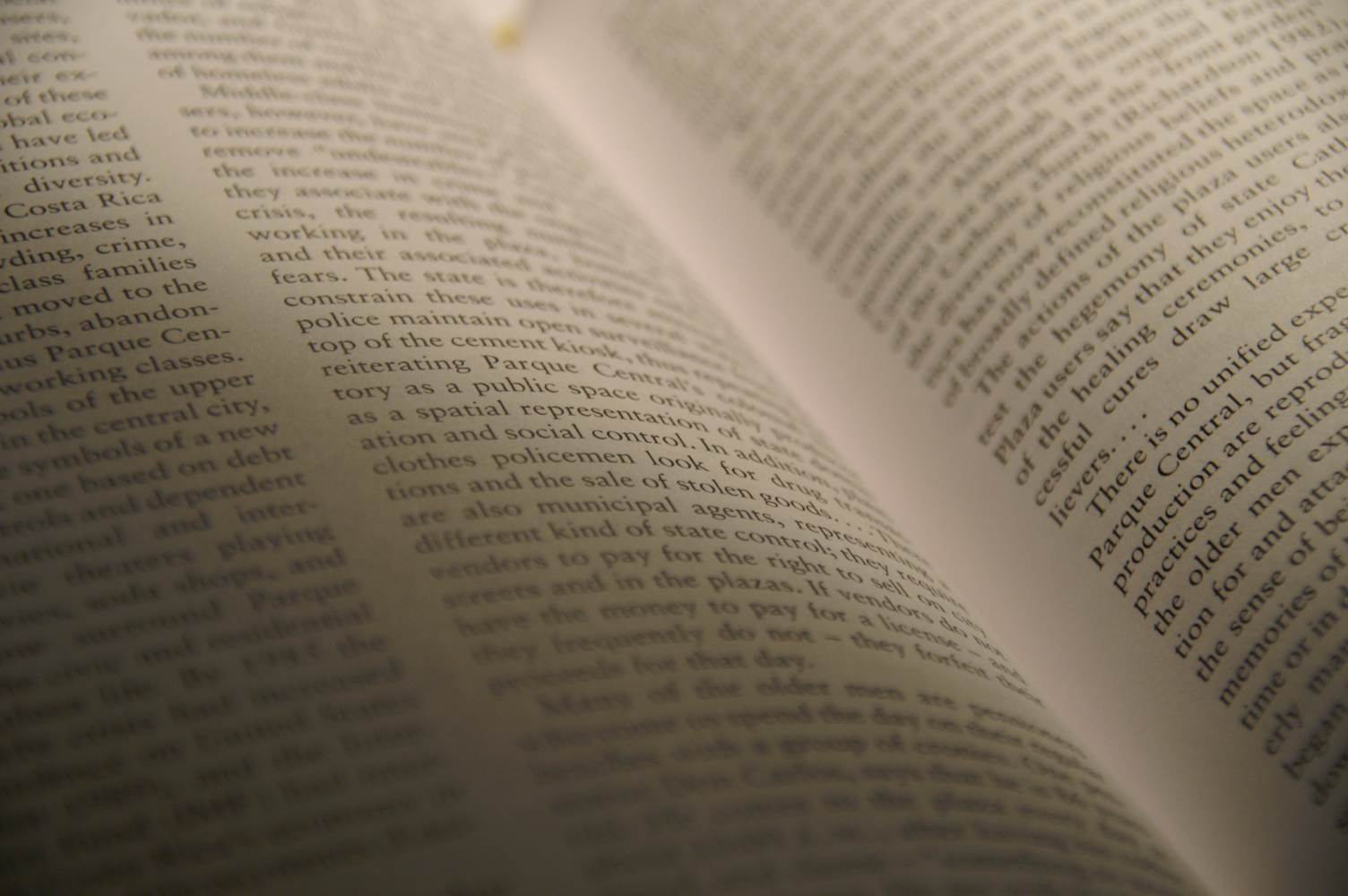
Der Begriff Dekonstruktion wird vom Philosophen Jacques Derrida unter anderem unter Rückgriff auf eine Analyse der Natur von Zeichen entwickelt.

Das Wort Dekonstruktion (vgl. französisch déconstruction ‚Zerlegung, Abbau‘; ein Kofferwort aus „Destruktion“ und „Konstruktion“) bezeichnet eine Reihe von Strömungen in Philosophie, Philologie und Werkinterpretation seit den 1960er-Jahren. Dekonstruktivisten bemühen sich um den Nachweis, dass – und vor allem: wie – ein Text seine Bedeutung selbst hinterfragt, durchkreuzt und gerade mit solchen Paradoxien Sinn schafft, z. B. durch Widersprüche zwischen inhaltlicher Aussage und sprachlicher Form. Die Methode der Dekonstruktion ist ein kritisches Hinterfragen und Auflösen eines Textes im weiteren Sinn.
Sie wird oft auch als Dekonstruktivismus bezeichnet. Dies ist eine distanzierende Bezeichnung durch außenstehende Autoren. Der Philosoph Jacques Derrida hat die Dekonstruktion kritisch von „Dekonstruktivismus oder Dekonstruktivismen“ als dogmatischen Erscheinungsformen unterschieden.
Das Wort wurde von Derrida als Bezeichnung für ein Lektüre- und Analyseverfahren von Texten geprägt, das sich von hermeneutischen Theorien und deren Praxis der Interpretation abgrenzt. Ein ähnlicher Ansatz findet sich in den Yale Critics von Harold Bloom, Geoffrey Hartman, Paul de Man und J. Hillis Miller, die darum bemüht sind, den „Deutungswahn“ zu zerstören.
Der Unterschied zwischen hermeneutischen und dekonstruktiven „Textbefragungen“ besteht darin, dass die Hermeneutik von einem quasi dialogischen Verhältnis zwischen Text und Interpret ausgeht, das auf ein zunehmend besseres Verständnis einer im Text enthaltenen Botschaft abzielt. Dabei wird eine rekonstruierbare Sinneinheit, ein Sinnzusammenhang, unterstellt.

## Begriff der Dekonstruktion und Einflüsse
Historisch knüpft der Begriff der Dekonstruktion unter anderem an Martin Heideggers Verwendung der Begrifflichkeiten „Konstruktion“ und „Destruktion“ und deren methodische Verschränkung an.
Weitere Einflüsse liegen im Strukturalismus und unter anderem daraus hervorgegangenen Theorien über die Natur und den Gebrauch von Zeichen (Semiotik). Zu den philosophischen Grundlagen der Dekonstruktion siehe den Hauptartikel Jacques Derrida. Derrida entwickelte die Dekonstruktion in Zusammenhang mit seinem Konzept der Différance (der Artikel ist in Bezug auf die Erklärung der Dekonstruktion sehr aufschlussreich).
Bei der Dekonstruktion geht es um die Analyse von Sprache bzw. Texten, genauer gesagt von Zeichen, Sinn und Bedeutung. Dabei werden selbst diese Begriffe in Frage gestellt, ebenso wie der ontologische Status des Subjekts.

„Was ich Dekonstruktion nenne, kann natürlich Regeln, Verfahren oder Techniken eröffnen, aber im Grunde genommen ist sie keine Methode und auch keine wissenschaftliche Kritik, weil eine Methode eine Technik des Befragens oder der Lektüre ist, die ohne Rücksicht auf die idiomatischen Züge des Gegenstandes in anderen Zusammenhängen wiederholbar sein soll. Die Dekonstruktion hingegen befasst sich mit Texten, mit besonderen Situationen, mit der Gesamtheit der Philosophiegeschichte, innerhalb derer sich der Begriff der Methode konstituiert hat. Wenn die Dekonstruktion also die Geschichte der Metaphysik oder die des Methodenbegriffs befragt, dann kann sie nicht einfach selbst eine Methode darstellen. Die Dekonstruktion setzt die Umwandlung selbst des Begriffes des Textes und der Schrift voraus. […] Ich nenne eine Institution ebenso wie eine politische Situation, einen Körper oder einen Tanz ›Text‹, was offenbar zu vielen Mißverständnissen geführt hat, weil man mich beschuldigte, die ganze Welt in ein Buch zu stecken. Das ist offensichtlich absurd.“

## Dekonstruktion in der Praxis
1. Identifikation der begrifflichen Konstruktion eines gegebenen theoretischen Feldes bzw. Textes. Meist stößt Dekonstruktion dabei auf Gegensätze (Dichotomien).
2. Untersuchung der Gegensätze hinsichtlich ihrer hierarchischen Verhältnisse zueinander. (Welches Element kommt häufiger, welches seltener, welches gar nicht vor? Welches Element wird im Text höher bewertet als das andere?)
3. Umkehrung und Abschwächung der vorgefundenen Gegensatzpaare und deren Verdrängung durch das Nicht-Gesagte.
4. Entwicklung eines weiteren, „dritten“ (bei zweiteiligen Gegensätzen), „vierten“ (bei dreiteiligen Gegensätzen) usw. Terminus für jeden gefundenen Gegensatz, der den geschichtlich gefestigten Gegensatz in Bewegung versetzt bzw. seine ihm immer schon innewohnende Bewegung verständlich macht. (Z. B.: Konstruktion vs. Destruktion → Dekonstruktion, Leben versus Tod → Gespenst, oder: Vergangenheit versus Gegenwart versus Zukunft → Vorzukunft)
5. Die hierarchische Ordnung wird somit gebrochen, neu geordnet und die textlichen Konstruktionen als geschichtlich bedingt vorgeführt. Das Wichtigste dabei ist, dass die somit dekonstruierten Gegensätze als „im Fluss bleibend“, also vor wie nach dem dekonstruktiven Eingriff als bedingt verstanden werden, da eine neue, andere Festlegung eines Gegensatzes den geschichtlichen Werdungsprozess der Welt zurückweisen würde. Die Dekonstruktion will hingegen genau diesen unendlichen Werdungsprozess aufzeigen und bewegt sich praktisch in diesem.
6. Nachdem ein Gegensatz dekonstruiert ist, eröffnen sich neue Wege des Umgangs mit bzw. in der Welt. So versteht Derrida bspw. Leben und Tod nicht als unabänderlich und auch nicht als klar und ein für alle Mal trennbare Abschnitte des Werdens, sondern die Bedingungen von Leben und Tod verändern sich selbst fortwährend: Neue medizinische, genetische, ökonomische, mediale, epistemologische usw. Techniken ändern z. B. die Länge eines Lebens oder die Möglichkeiten von Geburt und Wiedergeburt von jemandem oder etwas. Auch das für tot erklärte Erbe von Marx hat so nach Ausbruch der Weltwirtschaftskrise ab 2007 eine Art Wiedergeburt erfahren und kann auch wieder sterben. In jedem Falle spukt es als Gespenst herum – wie alles andere auch.
7. Da für die Dekonstruktion also nichts jemals unabänderlich ist, ergibt sich aus der Dekonstruktion des Gegensatzes von Leben und Tod das Gespenst(ische) als neues Modell des Werdens der Welt. Wie erklärt, ist für Derrida niemals etwas vollkommen tot oder lebendig, sondern es besetzt verschiedenste Formen der Gespenstigkeit. Derridas eigener Tod (der insofern vorübergehend, also im Fluss ist, als es bislang keine Möglichkeiten zur teilweisen oder vollständigen Wiedergeburt gibt) ist eine Form der Gespenstigkeit davon. Deswegen ist der Tod genau wie das Leben selbst gespenstisch.
8. Der Text wird vom neu gewonnenen bzw. entdeckten, bisher ausgeschlossenen Element (in unserem Bsp.: Gespenst) her nochmals, aber anders gelesen. (Was sagen uns ein Text oder andere Texte, wenn der Gegensatz von Leben und Tod zum Gespenst als einem nicht an sich fest Existierenden hin umgewandelt wird? Wie funktioniert er mit Gespenst statt mit Leben und/oder Tod?)
9. Verhindern des Wiederherstellens von Festigkeiten jedweder Art durch alle Felder bzw. Texte hindurch mithilfe weiterer dekonstruktiver Praxis.

Zudem muss angemerkt werden, dass die Dekonstruktion, je nachdem, mit welcher Struktur und Verfassung von Gegensätzen und ihren Kräfteverhältnissen sie praktisch zu tun hat, ihre „neuen Termini“ entweder
1. per Neologismus neu bildet, zum Beispiel Zirkumfession aus den Wörtern „Zirkumzision“ und „Konfession“, Différance aus „différence“ und der Endung „-ance“ oder eben dem aus „Destruktion“ und „Konstruktion“ gebildeten Wort Dekonstruktion selbst.
2. das abgewertete Element aufwertet und verallgemeinert (so z. B. Schrift gegenüber dem gesprochenen Wort oder die Gabe gegenüber der Ware)
3. einen bereits existierenden, aber (im jeweiligen Text) nicht oder kaum vorkommenden oder geschichtlich verschütteten Terminus umsetzt (z. B. Gespenst) oder
4. eine Mischung aus den drei vorgenannten Versionen darstellt (z. B. Grammatologie, was sowohl ein auf das griechische Wort gramma sich beziehender Teil-Neologismus darstellt, der nicht nur beabsichtigt, die Schrift aufzuwerten und zu verallgemeinern, da gramma in der Antike den geschriebenen Buchstaben des Alphabets bezeichnete, sondern sie auch aus ihrer geschichtlichen Verschüttung heraus um- und versetzt).

## Dekonstruktive Werkinterpretationen
Dialektische Systemversuche hatten vorausgesetzt, dass sich grundsätzlich Gegensätze und Gegenthesen zu einer Synthese fügen lassen. Die Dekonstruktion ist demgegenüber skeptisch, etwa insofern sie betont, dass in einer derartigen Synthese immer einer der beiden vorangegangenen Gegensätze bevorzugt wird. Darüber hinaus besteht ein Text nicht aus These und Antithese, sondern aus einer Vielzahl weiterer Perspektiven, die gleichzeitig vorhanden sind und häufig in Konflikt zueinander stehen. Dieser Konflikt ist aber nicht direkt erkennbar, sondern erst mittels dekonstruktiver Analysen offenzulegen.
Die Dekonstruktion geht grundsätzlich davon aus, dass die Thematisierung bestimmter Gegenstände (sei es in wissenschaftlicher Theoriebildung, sei es in anderen Wissenssystemen, Darstellungsformen oder Gattungen) andere zugleich ausgrenzt. Anstatt nur auf explizit mitgeteilte Information konzentrieren sich dekonstruktive Analysen daher auch und besonders auf diejenigen Faktoren, welche ausgegrenzt wurden. Systematisch grundlegend dafür ist eine sinnkritische Einklammerung der Sinn- und Verweisungsbeziehungen etwa der Elemente eines Textes. Dies ermöglicht dann Fragen zu stellen wie: welche Ausgrenzungs- und Etablierungsmechanismen, welche Strategien des Glaubwürdigmachens, welche hierarchischen Strukturen eines Signifikantengefüges erlauben, das entsprechende materielle Gefüge als sinnhaften Bedeutungsträger zu verstehen und auf eine bestimmte Bedeutung oder „Aussageabsicht“ zu reduzieren? An welche Konstitutionsbedingungen sind die entsprechenden Sinn- und Geltungsansprüche gebunden? Dies kann insbesondere auch Konflikthaftigkeit, Aggressivität, verdeckte Gehalte und Intentionen sichtbar machen.
Unter anderem durch die Bindung an kontingente extrinsische Faktoren der Sinnerzeugung wird die Abgrenzung eines Textes als handhabbares Objekt problematisch. Insbesondere sind Texte nicht nur in ihrer inneren Struktur, sondern auch in ihrem Bezug auf andere Texte zu erfassen. Dies verbindet die Dekonstruktion mit Theorien der Intertextualität, wie sie etwa Michail Bachtin oder Julia Kristeva entwickelt haben. Außerdem bezieht die Dekonstruktion Begriffe auf ihre Geschichte und Etablierungsweisen zurück. Von der Methode der Begriffsgeschichte unterscheidet sie jedoch, dass die Dekonstruktion eine intrinsisch stabile Begriffsbedeutung für eine ungedeckte Unterstellung hält.

## Gegenstände und Anwendungen der Dekonstruktion
Jeder potentielle Bedeutungsträger ist laut Derrida ein dekonstruierbarer Text:

„Das, was ich Text nenne, ist alles, ist praktisch alles. Es ist alles, das heißt, es gibt einen Text, sobald es eine Spur gibt, eine differentielle Verweisung von einer Spur auf die andere. Und diese Verweise bleiben nie stehen. Es gibt keine Grenzen der differentiellen Verweisung einer Spur auf die andere. Eine Spur ist weder eine Anwesenheit noch eine Abwesenheit. Folglich setzt dieser neue Begriff des Textes, der ohne Grenzen ist […] voraus, dass man in keinem Moment etwas außerhalb des Bereichs der differentiellen Verweisung finden kann, das ein Wirkliches, eine Anwesenheit oder eine Abwesenheit wäre […] Ich habe geglaubt, dass es notwendig wäre, diese Erweiterung, diese strategische Verallgemeinerung des Begriffs des Textes durchzuführen, um der Dekonstruktion ihre Möglichkeit zu geben […]“

Derrida selbst hat sich dagegen ausgesprochen, seine Philosophie als eine literaturwissenschaftliche Methode zu etablieren und beispielsweise zu einem Regelwerk auszuarbeiten. Er selbst, wie auch ihm nahestehende Interpreten, sprechen stattdessen gern von einer Haltung der Dekonstruktion. Trotzdem wurden seine Ideen innerhalb der Literatur- und Kulturwissenschaft aufgegriffen, anfangs vor allem im angelsächsischen Kontext, insbesondere innerhalb der sog. Yale-School, der u. a. Paul de Man angehörte.
Mit ihrem Werk Gender Trouble (1990), worin mittels der Unterscheidung sex und gender zwischen biologischem Geschlecht und soziokulturell geprägter Geschlechtsrolle die Identitätskategorie Frau („… das Geschlecht als zwingende ständige Wiederholung kultureller Konventionen am Körper, die man niemals gewählt hat“) kritisiert wird, gilt Judith Butler als wichtigste Theoretikerin des diskursanalytischen Dekonstruktivismus. Dieser dient Doing Gender und den Gender Studies als theoretische Grundlage.
Die Queer Theory und die feministische Theorie von Judith Butler stellen Teile sozialwissenschaftlicher Theorien dar, die sich mit Identitäten oder Identifizierungen und Machtverhältnissen beschäftigen. Nach Butler geht es um die Aufdeckung von bestehenden Herrschafts- und Machtverhältnissen, die „Zwangsheterosexualität“ und Formen der Kleinfamilie auf Basis der Gebärfähigkeit der Frau etablierten. Die Entselbstverständlichung von Körper, Zweigeschlechtlichkeit und Heterosexualität als Naturtatsachen falle nicht mit Verneinung zusammen, sondern diene der Aufdeckung der Festigung und Verschleierung von Autoritäten.
In dekonstruktiven Kulturtheorien wird die Entstehung vermeintlicher Wesenheiten und Identitäten aus einer machtkritischen Perspektive untersucht und außerdem werden politische Alternativen vorgeschlagen. So wurden z. B. die internationalen Sportorganisationen lange vor den Korruptionsskandalen als Wirtschaftsunternehmen gekennzeichnet, von denen demokratische Strukturen zu erwarten naiv sei.
Dekonstruktion kann als Methode auf Texte oder philosophische Theorien angewendet werden oder aber auch als künstlerische Praxis in der bildenden Kunst, der Mode, der Musik, der Architektur oder im Film. Die Architektur wurde im Besonderen vom Ansatz der Dekonstruktion beeinflusst, wodurch die Stilrichtung Dekonstruktivismus entstand.

### Philosophisch grundlegende Werke
- Jacques Derrida: Die Stimme und das Phänomen. Ein Essay über das Problem des Zeichens in der Philosophie Husserls. Suhrkamp, Frankfurt 1979, ISBN 3-518-10945-6, dt. Am Nullpunkt der Verrücktheit – Jetzt die Architektur. In: Wolfgang Welsch (Hrsg.): Wege aus der Moderne – Schlüsseltexte zur Postmoderne-Diskussion, S. 215–232, Weinheim 1988
- Peter Engelmann (Hrsg.): Jacques Derrida: Die différance. Ausgewählte Texte. Reclam, Stuttgart 2004, ISBN 3-15-018338-3.
- Jacques Derrida: Randgänge der Philosophie. Passagen Verlag, Wien 1988, ISBN 3-85165-290-8.
- Jacques Derrida: Grammatologie. Suhrkamp, Frankfurt am Main 1983 (Paris 1967), ISBN 3-518-28017-1.
- Jacques Derrida: Die Schrift und die Differenz. Suhrkamp, Frankfurt am Main 1972, ISBN 3-518-57341-1. (2. Auflage. Suhrkamp, Frankfurt am Main 2003)

### Relevanz ihrer philosophischen Literatur
- Jacques Derrida: Die Schrift und die Differenz. [L’écriture et la différence. Paris 1967] (Suhrkamp Taschenbuch Wissenschaft. Bd. 177). Frankfurt am Main 1976 [Über Emmanuel Lévinas u. a.]
- Jacques Derrida: Grammatologie. [De la grammatologie. Paris 1967] (Suhrkamp Taschenbuch Wissenschaft. Bd. 417). Frankfurt am Main 1983 [Über Jean-Jacques Rousseaus Essai sur l’origine des langues (posthumus 1781)]
- Jacques Derrida: Die Stimme und das Phänomen. [La voix et le phénomène. Introduction au problème dans la phénoménologie de Husserl. Paris 1967] Ein Essay über das Problem des Zeichens in der Philosophie Husserls. Aus d. Französischen übers. u. m. einem Vorw. vers. v. Jochen Hörisch. (Edition Suhrkamp. Bd. 945). Frankfurt am Main 1979.
- Jacques Derrida: Gesetzeskraft. Der „mystische Grund der Autorität“. (Edition Suhrkamp. Bd. 1645). Frankfurt am Main 1991 [Über Walter Benjamins Zur Kritik der Gewalt (1921)]
- Peter Völkner: Derrida und Husserl. Zur Dekonstruktion einer Philosophie der Präsenz. (Passagen Philosophie). Wien 1993.
- Peter Engelmann (Hrsg.); Jacques Derrida: Wie Meeresrauschen auf dem Grund einer Muschel. Paul de Mans Krieg. (Mémoires II). (Edition Passagen. Bd. 20). 2., überarb. Auflage. Passagen-Verlag, Wien 2000.
- Jacques Derrida: Ein Porträt von Geoffrey Bennington und Jacques Derrida. (Suhrkamp Taschenbuch Wissenschaft. Bd. 1550). Frankfurt am Main 2001.
- Manfred Frank: Was ist Neostrukturalismus? (Edition Suhrkamp. Bd. 1203). Frankfurt am Main 2001.
- Thomas Askani: Die Frage nach dem Anderen. Im Ausgang von Emmanuel Lévinas und Jacques Derrida. (Passagen Philosophie). Passagen-Verlag, Wien 2002.
- Alwin Letzkus: Dekonstruktion und ethische Passion. Denken des Anderen nach Jacques Derrida und Emmanuel Lévinas. (Phänomenologische Untersuchungen. Bd. 15). München 2002.
- Peter Engelmann (Hrsg.); Jacques Derrida: Bleibe. Maurice Blanchot. (Passagen Forum). Passagen-Verlag, Wien 2003.
- Rebekka Reinhard: Gegen den philosophischen Fundamentalismus. Postanalytische und dekonstruktivistische Perspektiven. München 2003.
- Michael Turnheim: Das Scheitern der Oberfläche. Autismus, Psychose, Biopolitik. (Thesen). Zürich 2005.
- Jacques Derrida: Die Stimme und das Phänomen. [La voix et le phénomène. Introduction au problème dans la phénoménologie de Husserl. Paris 1967] Einführung in das Problem des Zeichens in der Phänomenologie Husserls. Aus d. Französischen übers. v. Hans-Dieter Gondek. (Edition Suhrkamp. Bd. 2440). Frankfurt Main 2005.
- Peter Engelmann (Hrsg.); Jacques Derrida: Geschlecht (Heidegger). Sexuelle Differenz, ontologische Differenz. Heideggers Hand. (Edition Passagen. Bd. 22). 2., durchges. Auflage. Passagen-Verlag, Wien 2005.
- Peter Engelmann (Hrsg.); Jacques Derrida: Mémoires. Für Paul de Man. (Edition Passagen. Bd. 18). 2., durchges. Auflage. Passagen-Verlag, Wien 2005.
- Peter Matter: Gott, die verborgene Zukunft der Welt. (Passagen Philosophische Theologie). Wien 2004.
- Peter Engelmann (Hrsg.); Jacques Derrida: Schibboleth. Für Paul Celan. (Passagen Forum). 4., durchges. Auflage. Passagen-Verlag, Wien 2007.
- Hans-Joachim Lenger, Georg Christoph Tholen (Hrsg.): Mnema. Derrida zum Andenken. (Edition Moderne Postmoderne). Transcript-Verlag, Bielefeld 2007.
- Andreas Niederberger, Markus Wolf (Hrsg.): Politische Philosophie und Dekonstruktion. Beiträge zur politischen Theorie im Anschluss an Jacques Derrida. (Edition Moderne Postmoderne). Transcript-Verlag, Bielefeld 2007.
- Alexander García Düttmann: Derrida und ich. Das Problem der Dekonstruktion. (Edition Moderne Postmoderne). Transcript-Verlag, Bielefeld 2008.
- Eva Laquièze-Waniek u. Erik Michael Vogt (Hrsg.): Derrida und Adorno. Zur Aktualität von Dekonstruktion und Frankfurter Schule. Wien 2008.
- Peter Engelmann (Hrsg.); Jacques Derrida: Apokalypse. (Passagen Forum). 3., überarb. Auflage. Passagen-Verlag, Wien 2009.
- Peter Engelmann (Hrsg.); Jacques Derrida: Préjugés. Vor dem Gesetz. (Passagen Forum). 4., durchges. Auflage. Passagen-Verlag, Wien 2010.
- Okka Hübner: Die zwei Gesichter der Postmoderne. Zum Verhältnis von Postmoderne und Poststrukturalismus. Göttingen 2010.
- Alan Sokal, Jean Bricmont: Eleganter Unsinn. Wie die Denker der Postmoderne die Wissenschaft mißbrauchen. Ins Deutsche übertragen von Johannes Schwab und Dietmar Zimmer. Beck, München 1999, ISBN 3-406-45274-4.